# Andi Wittmann
Andi Wittmann (* 22. September 1987 in Rosenheim) ist ein deutscher Mountainbiker und MTB-Techniktrainer. Bis zu seinem schweren Unfall 2015 zählte er zu den weltweit besten Freeride-Mountainbikern.

## Karriere
Zusammen mit seinen zwei älteren Brüdern trat Andi Wittmann im Alter von 14 Jahren einer BMX-Crew bei. In den nächsten Jahren trat er bei zahlreichen Downhill-Rennen an. Nach dem Umstieg zum Dirt Jump absolvierte er ab 2005 erste Wettkämpfe und konnte Erfolge erzielen. In der Folge wurde er zum Freeride-Profi. Über zehn Jahre trat er bei Wettbewerben im Bereich Mountainbike Slopestyle an.
2013 stellte Wittmann beim „Nine Knights Mountainbike Event“ in Livigno mit einem Sprung auf 5,60 Meter Höhe den Weltrekord für den Highest Air Natural Hipjump auf.
Während einer Freestyle-Show am 1. August 2015 verletzte sich Wittmann bei einem Testsprung schwer. Beim Sturz aus fünf Metern Höhe fiel er mit den Füßen voraus auf eine Asphaltstraße, zertrümmerte sich beide Füße und erlitt mehrere Knochenbrüche und Knorpelquetschungen. Im Anschluss saß er vier Monate im Rollstuhl. Danach musste er – früher einer der besten Freeride-Mountainbiker der Welt – seine aktive Karriere beenden.
Das Medieninteresse an Wittmanns Schicksal war groß. Nicht nur Bike, das europaweit größte Mountainbike-Fachmagazin, sondern auch überregionale Printmedien wie Focus berichteten über ihn, und der Bayerische Rundfunk strahlte am 13. Dezember 2022 in der Abendschau ein Interview mit ihm aus.
Anfang 2021 war Wittmann Mitbegründer eines Unternehmens für nachhaltige und ökologische Planung und Realisierung von Bikeparks in Süddeutschland und Österreich.

## Privates
Andi Wittmann lebt mit seiner Frau, der ehemaligen Trailrunning- und Skitourenläuferin und Autorin Gela Allmann, und ihren Kindern in Fischbachau. 

## Erfolge
- 1. Platz, „King of Dirt“, Riva del Garda
- 1. Platz, Best Trick, Vienna Air King
- 1. Platz, Best Trick, T-Mobile Extreme Playgrounds
- 2. Platz, „Bike days“, Solothurn
- Gewinner „Best Freeride Trick Nine Knights“, Livigno
- Weltrekord „Highest Air Natural Hipjump“